# Van Maerlantgebouw

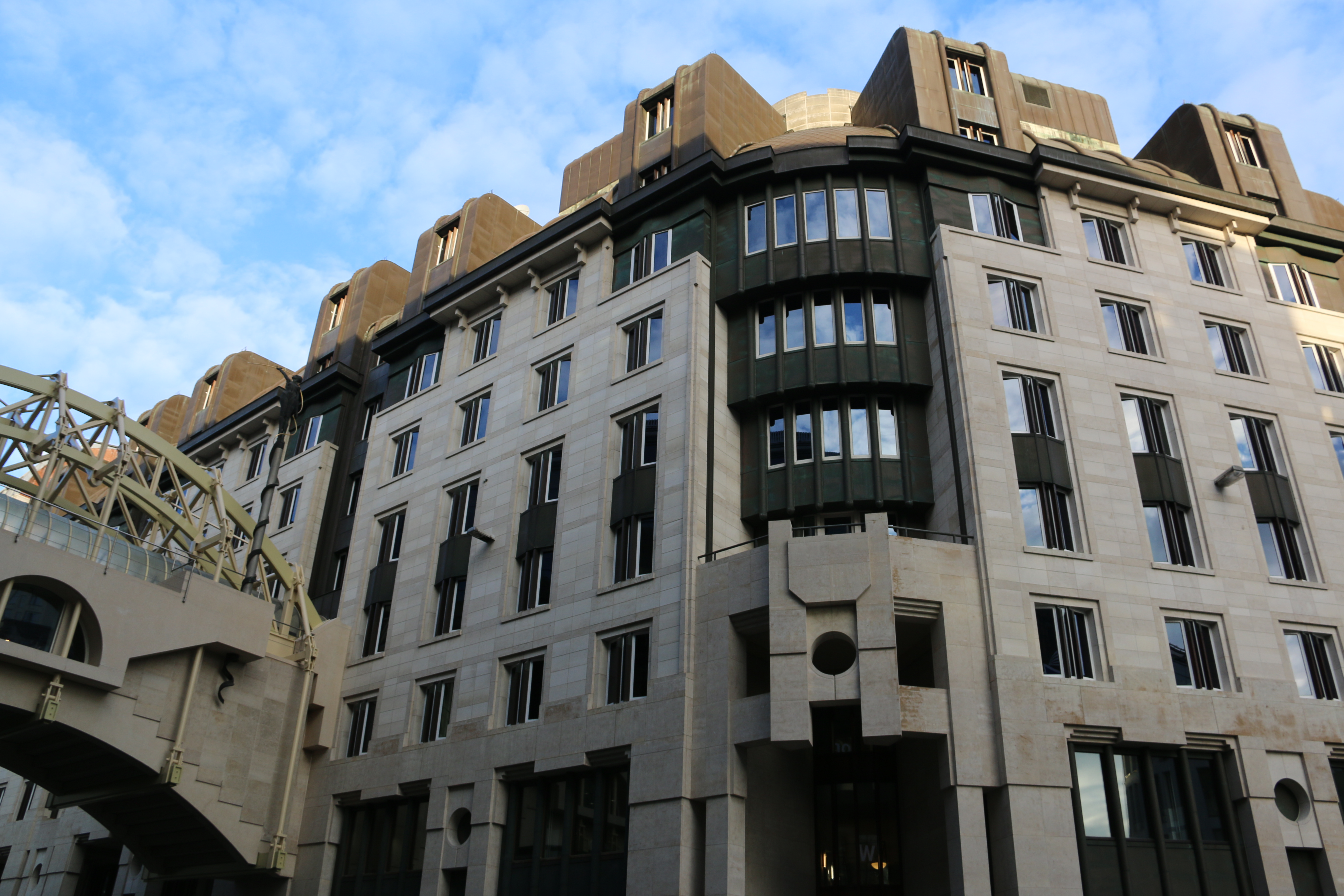
Het Van Maerlantgebouw

Het Van Maerlantgebouw is een gebouw van de Europese Unie aan de Belliardstraat 102 in Brussel. Het is via een loopbrug over de Belliardstraat verbonden met het Jacques Delorsgebouw.
Het gebouw wordt gebruikt door de Europese Commissie, het Europees Comité van de Regio's en het Europees Economisch en Sociaal Comité. 